# In da Club
"In da Club" är en hiphop-låt av 50 Cent från hans debutalbum Get Rich or Die Tryin'. Låten producerades av Dr. Dre med Mike Elizondo som samproducent. Låten skrevs av 50 Cent Dr. Dre och Mike Elizondo. Den utgavs 2003 som den största singeln på albumet, och fick bra kritik av musikkritiker. 
"In da Club" var en av de mest populära låtarna 2003 efter att ha nått förstaplatsen i USA och kommit topp 5 på nästan alla listorna i Europa. På Grammy Awards 2004 nominerades sången som Best Male Rap Solo Performance och Best Rap Song.

## Listplaceringar
| Placeringar (2003)                              | Topp placering |
| ----------------------------------------------- | -------------- |
| ARIA Charts                                     | 1              |
| Ö3 Austria Top 40                               | 3              |
| Belgian Singles Chart                           | 2              |
| Canadian Singles Chart                          | 1              |
| Dutch Top 40                                    | 2              |
| Danish Singles Chart                            | 1              |
| Eurochart Hot 100                               | 1              |
| Finnish Singles Chart                           | 5              |
| Syndicat National de l'Édition Phonographique   | 16             |
| Media Control Charts                            | 1              |
| Greek Singles Chart                             | 3              |
| Irish Singles Chart                             | 1              |
| Recording Industry Association of New Zealand   | 1              |
| VG-lista                                        | 3              |
| Sverigetopplistan                               | 4              |
| Swiss Singles Chart                             | 1              |
| UK Singles Chart                                | 3              |
| U.S. Billboard Hot 100                          | 1              |
| U.S. Billboard Top 40 Tracks                    | 1              |
| U.S. Billboard Hot R&B/Hip-Hop Singles & Tracks | 1              |
| U.S. Billboard Hot Rap Tracks                   | 1              |